# Бурлак, Тарас Александрович
Тара́с Алекса́ндрович Бурла́к (род. 22 февраля 1990, Владивосток) — российский футболист, защитник. Известен выступлениями за «Локомотив», «Рубин», «Крылья Советов». Провёл один матч за сборную России.

## Биография
Тарас Бурлак родился во Владивостоке в семье моряка дальнего плавания, корабельного электромеханика. Уже в детстве заинтересовался футболом — в связи с существенно отличающимся от Европы часовым поясом все матчи и обзоры отец записывал ему на видеомагнитофон, и мальчик сразу после школы бежал их смотреть, откладывая уроки на вечер. Прямые трансляции удавалось посмотреть крайне редко, только во время каникул или когда отец был дома. В 1999 году после увиденного финала Лиги чемпионов Бурлак начал болеть за «Манчестер Юнайтед» и поставил себе цель — когда-нибудь выйти в основном составе этой команды.
До 13 лет занимался футболом в родном городе, в детстве играл в нападении и немало забивал, однако затем перешёл в защиту. «В то время нормальных полей во Владивостоке в принципе не было. Играли обычно на гари — смеси песка и камней. Коленки всё время ободраны. Даже когда на резиновое поле выходили, уже радовались». Выступал за местный клуб «Аквалайн» под руководством тренера Виктора Лукьянова, одержал победу на турнире «Кожаный мяч» в городе Иваново и был признан лучшим защитником соревнований, после чего его заметили скауты ведущих московских клубов. Имел предложения от ЦСКА и «Спартака», но выбрал «Локомотив», в основном по той причине, что там уже играл его приятель по владивостокской команде Семён Фомин. В 2003—2006 годах учился в Центре спорта и образования «Локомотив», с 2007 года играл за дублирующий состав команды.

### Профессиональная карьера

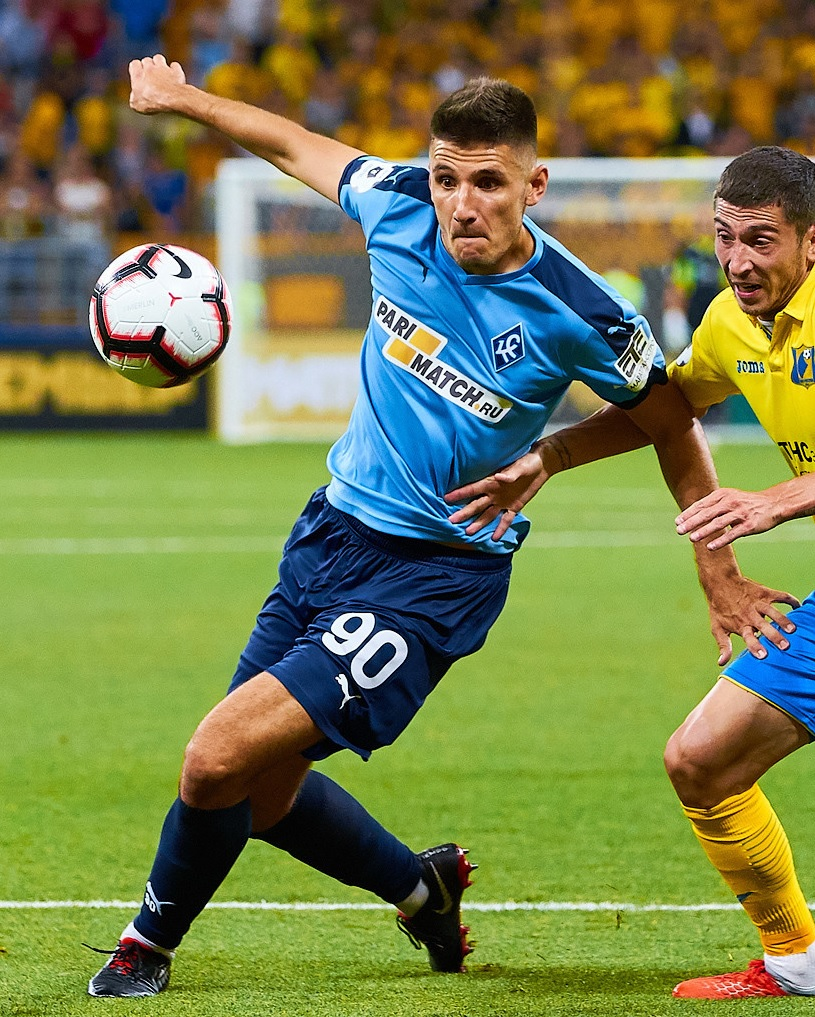
В составе «Крыльев Советов» (2018 год)

За московский клуб дебютировал в сентябре 2008 года, сыграв в матче за Кубок России против подольского «Витязя». Следующий сезон провёл в дубле «Локомотива» и немного в аренде в нижегородской «Волге», за которую сыграл всего лишь в одном матче. «Понял, что взяли до кучи, особо на меня не рассчитывая. Очень бестолково съездил, но спасибо Сёмину — продолжал в меня верить». Вернувшись из аренды, Бурлак после ещё полугода в дубле смог пробиться в основной состав: в июле дебютировал в Премьер-лиге, а спустя месяц — в еврокубках.
В первом же туре сезона 2011/12 забил свой первый гол за «Локомотив» в ворота московского «Динамо», во второй половине чемпионата выиграл конкуренцию у Яна Дюрицы и окончательно закрепился в основном составе, во многом благодаря доверию тренера Жозе Коусейру, который в одном из интервью назвал его лучшим игроком молодёжной сборной России. 6 ноября в матче против ЦСКА получил серьёзную травму, надрыв связок голеностопного сустава, в результате чего вынужден пропустить как минимум три недели. По окончании сезона решением Исполкома РФС включён в список 33 лучших футболистов чемпионата, занял третье место в категории «правый центральный защитник».
29 января 2014 года стал футболистом казанского «Рубина», подписав долгосрочный контракт с клубом на 4,5 года. Сумма трансфера составила 4,5 миллиона евро. Дебютировал за «Рубин» 20 февраля в матче против «Бетиса» (1:1) в Лиге Европы. Однако закрепиться в составе казанцев Бурлак не сумел.
Зимой 2015 года Тарас перешёл на правах аренды в «Крылья Советов» до конца сезона, аренда была продлена и на сезон 2015/16.
Летом 2022 года перешёл в «Знамя», где и закончил карьеру в возрасте 32 лет сыграв 6 игр.

### В сборной
Начиная с 2010 года Бурлак регулярно принимал участие в матчах молодёжной сборной, в общей сложности провёл за неё десять игр и забил три мяча. Победитель турнира памяти Валерия Лобановского 2010 года.
11 октября 2011 года в матче против Португалии, выигранном со счётом 2:1, вышел на поле в статусе капитана, а комментатор Василий Уткин сравнил его с известным английским защитником Джейми Каррагером.[значимость факта?] Во взрослую сборную впервые был вызван 1 июня 2011 года, однако в тот же день главный тренер команды Дик Адвокат пояснил, что Бурлак приглашён исключительно на одну тренировку, чтобы обеспечить возможность игры 11 на 11, больше же на этом сборе в занятиях с главной национальной сборной его участие не планируется. В дальнейшем, тем не менее, Бурлаку пришло приглашение на товарищеский матч с Камеруном, футболист дебютировал за национальную сборную 7 июня в начале второго тайма, заменив Василия Березуцкого.
Бурлак не попал в заявку на чемпионат Европы 2012 года из-за того, что неудачно сыграл в последних матчах чемпионата России, а также из-за отсутствия опыта. Вместо него был взят Роман Шаронов, который постоянно и успешно играл за «Рубин». Участник чемпионата Европы среди молодёжных команд 2013 года.

## Достижения
- Включён в список 33 лучших футболистов чемпионата России: 2011/12 (№ 3)

## Клубная статистика
По состоянию на 2 июня 2022
| Клуб             | Сезон            | Лига | Лига | Кубки | Кубки | Еврокубки | Еврокубки | Итого | Итого |
| Клуб             | Сезон            | Игры | Голы | Игры  | Голы  | Игры      | Голы      | Игры  | Голы  |
| ---------------- | ---------------- | ---- | ---- | ----- | ----- | --------- | --------- | ----- | ----- |
| Локомотив        | 2008             | 0    | 0    | 1     | 0     | 0         | 0         | 1     | 0     |
| Локомотив        | 2010             | 3    | 0    | 1     | 0     | 1         | 0         | 5     | 0     |
| Локомотив        | 2011/12          | 35   | 1    | 3     | 0     | 6         | 0         | 44    | 1     |
| Локомотив        | 2012/13          | 17   | 0    | 1     | 0     | 0         | 0         | 18    | 0     |
| Локомотив        | 2013/14          | 1    | 0    | 1     | 0     | 0         | 0         | 2     | 0     |
| Локомотив        | Итого            | 56   | 1    | 7     | 0     | 7         | 0         | 70    | 1     |
| Волга (НН)       | 2009*            | 1    | 0    | 0     | 0     | 0         | 0         | 1     | 0     |
| Рубин            | 2013/14          | 2    | 0    | 0     | 0     | 2         | 0         | 4     | 0     |
| Рубин            | 2014/15          | 2    | 0    | 0     | 0     | 0         | 0         | 2     | 0     |
| Рубин            | 2016/17          | 22   | 0    | 4     | 0     | 0         | 0         | 26    | 0     |
| Рубин            | 2017/18          | 1    | 0    | 1     | 0     | 0         | 0         | 2     | 0     |
| Рубин            | Итого            | 27   | 0    | 5     | 0     | 2         | 0         | 34    | 0     |
| Рубин-2          | 2014/15**        | 3    | 0    | 0     | 0     | 0         | 0         | 3     | 0     |
| Крылья Советов   | 2014/15*         | 13   | 1    | 0     | 0     | 0         | 0         | 13    | 1     |
| Крылья Советов   | 2015/16          | 28   | 0    | 2     | 0     | 0         | 0         | 30    | 0     |
| Крылья Советов   | 2017/18*         | 13   | 1    | 1     | 0     | 0         | 0         | 14    | 1     |
| Крылья Советов   | 2018/19          | 23   | 2    | 0     | 0     | 0         | 0         | 23    | 2     |
| Крылья Советов   | 2019/20          | 8    | 2    | 1     | 0     | 0         | 0         | 9     | 2     |
| Крылья Советов   | 2020/21*         | 1    | 0    | 0     | 0     | 0         | 0         | 1     | 0     |
| Крылья Советов   | Итого            | 86   | 6    | 4     | 0     | 0         | 0         | 90    | 6     |
| Арсенал (Тула)   | 2020/21          | 15   | 0    | 3     | 0     | 0         | 0         | 18    | 0     |
| Арсенал (Тула)   | 2021/22          | 2    | 0    | 0     | 0     | 0         | 0         | 2     | 0     |
| Арсенал (Тула)   | Итого            | 17   | 0    | 3     | 0     | 0         | 0         | 20    | 0     |
| Всего за карьеру | Всего за карьеру | 188  | 7    | 19    | 0     | 9         | 0         | 216   | 7     |